# Barbecue aux États-Unis
Le terme de barbecue fait référence, aux États-Unis, à une technique de cuisson de la viande à l'extérieur directement sur un feu. 

## Description
Le premier ingrédient de la tradition du barbecue est la viande. La viande la plus utilisée dans la plupart des barbecues est le porc, en particulier les côtes de porc, et aussi l'épaule de porc pour le porc effiloché. Au Texas, le bœuf est plus courant, en particulier la poitrine et le burnt ends.
Les techniques utilisées pour cuire la viande sont le fumage à chaud et la cuisson à la fumée, distinctes du fumage à froid. Le fumage à chaud consiste à cuire la viande au feu de bois, à chaleur indirecte, à des températures de 50 à 80 °C, et la cuisson à la fumée (la méthode utilisée dans le barbecue) est une cuisson au feu indirect à des températures plus élevées, souvent dans la plage de 121 °C  ± 28 °C. Le processus de cuisson long et lent peut prendre jusqu'à 18 heures,. Cette forme de cuisson ajoute un goût fumé caractéristique à la viande .

## Patrimoine culturel
Dans le sud du pays, le barbecue est plus qu'un simple style de cuisine, mais une sous-culture avec de grandes variations entre les régions et une rivalité féroce pour les titres lors des compétitions de barbecue.